# BMT Brighton Line

La BMT Brighton Line est desservie par deux services issus des réseaux de l'IND et de la BMT.

BMT Brighton Line est une ligne (au sens de tronçon du réseau) du métro de New York située dans l'arrondissement de Brooklyn. 

## Historique
Composée de sections aériennes, souterraines mais également remblayées, elle est issue de l'ancien réseau de la Brooklyn-Manhattan Transit Corporation (BMT) et plus précisément de la Brooklyn Rapid Transit Company (BRT) qui comptait plusieurs lignes aériennes à la fin du XIXe siècle. 
La première section aérienne de la ligne a été inaugurée le 2 juillet 1878.

## Localisation
Aujourd'hui rattachée à la Division B, elle débute au niveau du Manhattan Bridge et traverse Brooklyn jusqu'au terminus de Coney Island – Stillwell Avenue. La BMT Brighton Line compte 20 stations au total et compte 2 à 6 voies selon les parties de son tracé.

## Desserte
La ligne est desservie par deux services (ou « dessertes ») distincts. 
D'une part, la desserte  circule entre le terminus de Coney Island et Manhattan où elle rejoint la BMT Broadway Line () via les voies sud du Manhattan Bridge. 
D'autre part, la desserte  débute à la station de Brighton Beach et est connectée à l'IND Sixth Avenue Line () vie les voies nord du Manhattan Bridge. 
La BMT Brighton Line est donc actuellement utilisée par des métros issus des réseaux historiques de la BMT et de l'IND.